# 東洋パルプ
東洋パルプ株式会社（とうようパルプ）は、かつて存在した製紙会社である。広島県呉市にある王子マテリア呉工場の前身にあたり、1949年設立、1989年に王子製紙（2代目・現王子ホールディングス）に合併された。

## 沿革
東洋パルプは1949年1月、クラフトパルプ (KP) の生産を企図して設立された。設立時の社名は「三島パルプ工業株式会社」で、小規模製紙会社であった三島工業が中心となり設立した企業であった。しかし事業化の過程で大規模化し、三島工業の関与が薄れ、1950年3月東洋パルプに社名を変更した。このとき役員も一新され、会長の岸信介（後の内閣総理大臣）を始め取締役の足立正（翌年に社長に就任）・永野護・津島壽一・小林中、監査役の瀬越憲作など、事業計画に参加した政財界の大物が役員に就任、組閣し得るその陣容から「東パル内閣」と称された。
工場用地は広島県呉市と山口県光市の光海軍工廠跡地が候補に挙がったが、呉市が選ばれた。呉工場は1951年に着工、同年12月に操業を開始し、未晒しクラフトパルプ (UKP) の生産を開始した。しかし操業開始が朝鮮特需による好況の終焉に重なってしまい、早々に経営に行き詰ってしまった。
そこで経営支援を、役員の一人であった伊藤忠兵衛経由で筆頭株主であった呉羽紡績（現・東洋紡）に依頼、1953年1月同社に経営権を全面的に委譲した。同社の支援の下企業体質改善の一環としてクラフト紙への進出を計画、1954年10月に両更クラフト紙の生産を開始した。その後順次生産規模を拡大していく。1961年には愛媛県壬生川での新工場建設を発表するが翌年断念し、以降呉工場のみの一工場体制で運営されている。
1970年代に入ると製品の多角化を推進した。まず1970年、晒しクラフトパルプ (BKP) および晒しクラフト紙の生産を開始する。1977年にはクラフト紙専抄を脱して印刷用紙の上質紙へと進出した。しかしその一方でオイルショックの影響で1970年代以降製紙業界の不況が深刻化し、業績が悪化した。そこで1980年、同じ広島県の大竹紙業（日本大昭和板紙大竹工場の前身）との合併を発表するが、大竹紙業が倒産（会社更生法申請）したため頓挫した。

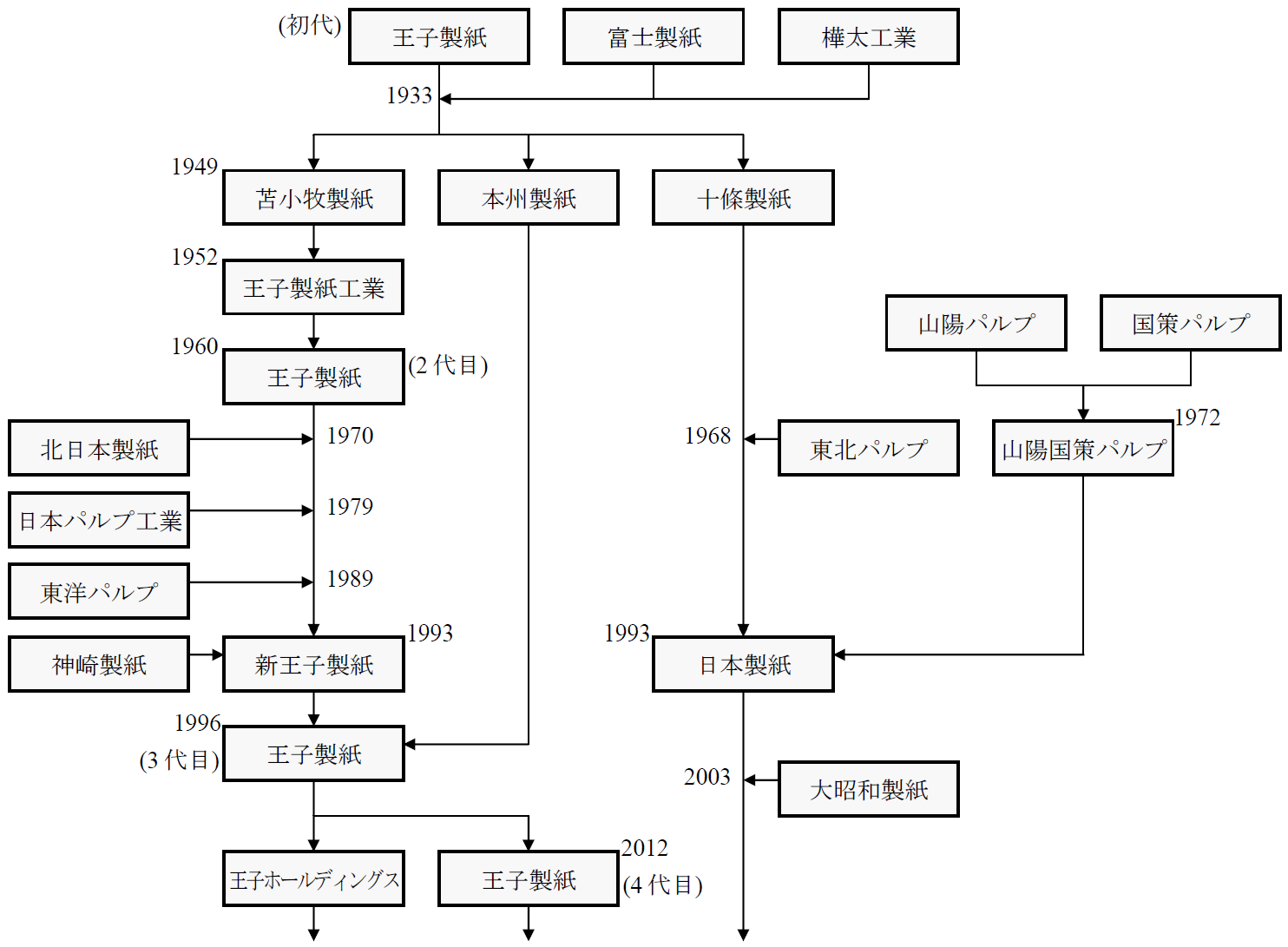
製紙各社のおおまかな合併図

大竹紙業との合併を発表したこの年、東洋パルプは約55億円の経常損失を計上し、創業以来最大の経営危機に陥った。そこで当時の大株主であった伊藤忠商事・東洋紡績・丸紅の3社は経営再建を王子製紙（2代目・現王子ホールディングス）に託すことを決定、1981年に王子製紙が経営に参加した。王子製紙の技術支援により設備を改善、1983年には6年ぶりに経常黒字に戻っている。1984年、王子製紙が株式の2/3を取得し、東洋パルプは王子製紙の傘下に入った。そして、さらなる体質強化を目指すとして王子製紙と東洋パルプは合併へと進み、1989年4月に合併が実行されて東洋パルプは解散した。

### 年表
- 1949年1月15日 - 三島パルプ工業株式会社設立。
- 1950年3月1日 - 東洋パルプ株式会社に社名変更。
- 1951年12月 - 呉工場が操業を開始、クラフトパルプ生産開始。
- 1953年1月 - 経営権を呉羽紡績に移譲。
- 1954年10月 - クラフト紙の生産を開始。
- 1961年10月2日 - 東京証券取引所・大阪証券取引所に株式を上場。
- 1977年12月 - 上質紙の生産を開始。
- 1980年5月 - 大竹紙業との合併契約書に調印（合併実現せず）。
- 1981年6月 - 王子製紙が経営参加。
- 1983年10月 - 上場廃止。
- 1984年3月 - 王子製紙が株式の2/3を取得。
- 1989年4月1日 - 王子製紙と合併。

## 拠点
- 本社 : 東京都千代田区丸の内1丁目（鉄鋼ビル） - 1951年7月以降使用
- 呉工場 : 広島県呉市広末広2丁目 - 王子製紙呉工場→現・王子マテリア呉工場

## 関連する人物
- 岸信介 : 初代会長（1950年 - 1953年）
- 伊藤忠兵衛 : 2代目会長（1953年 - 1973年）
- 足立正 : 2代目社長（1951年 - 1953年）
- 植場鉄三 : 3代目社長（1953年 - 1963年、呉羽紡績社長と兼任）
- 大國昌彦 : 8代目社長（1987年 - 1989年）
- 小林中 : 取締役
- 永野護 : 取締役
- 津島壽一 : 取締役
- 岡崎真一 : 取締役
- 矢野志加三 : 取締役
- 永野重雄 : 取締役（富士製鐵社長）
- 瀬越憲作 : 監査役
- 藤山愛一郎 : 監査役